# Agência Francesa Antidopagem

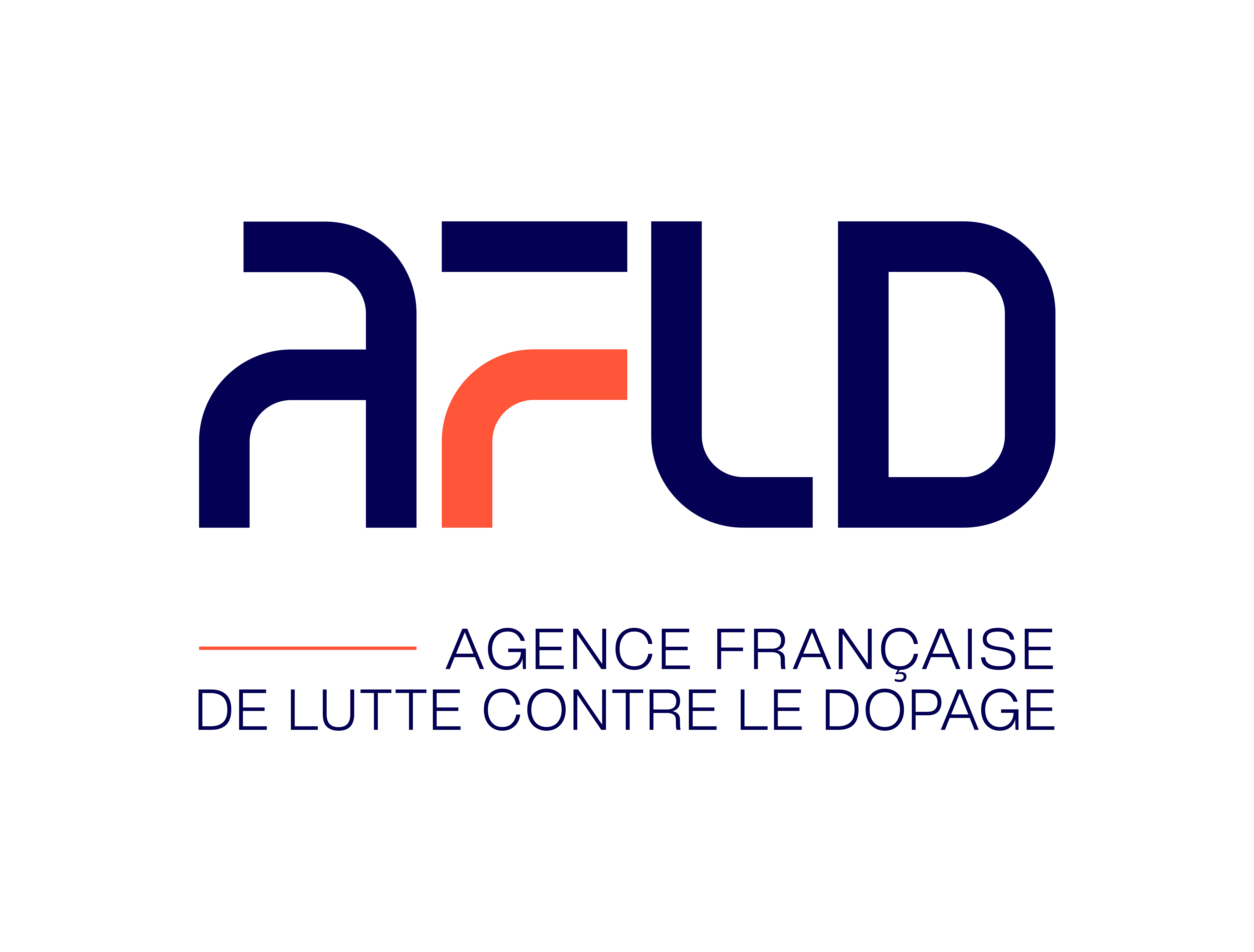
Logo da Agência Francesa de Luta Contra o Doping

A Agência francesa de luta contra a dopagem (AFLD) é uma autoridade pública independente francesa responsável de lutar contra a dopagem.  Tem sido criada em 2006 para tratar de outros serviços existentes, juridicamente considerados como dos autoridades administrativas independentes. Tem uma missão assessora, de controle, de regulamentação e de sanção. Contribui à cooperação internacional anti-dopagem.

## Legislação

### A lei «Buffet»
O Conselho de prevenção e de luta contra a dopagem foi criada pela lei nº99–223 de  relativa ao amparo da saúde dos desportivas e à luta contra a dopagem (artigo 14). O Laboratório nacional de deteção da dopagem (LNDD) foi criado em 1966 durante a publicação do decreto de aplicativo da lei de  que se estende à repressão do uso dos estimulantes por motivo das competições desportivas, dita lei Herzog. Desde 1989 encontra-se em Châtenay-Malabry.
Desde em 1 de outubro de 2006, o laboratório está incluso no departamento das análises da Agência francesa de luta contra a dopagem. Jacques de Ceaurriz foi o diretor até à sua morte, em janeiro de 2010.

### A lei «Lamour»
De mera « Autoridade administrativa independente », o CPLD torna-se, pela lei nº2006-405 dita lei « Lamour » (votada em 5 de abril de 2006, e publicada em ), uma « Autoridade pública independente » e muda de nome para tornar-se a Agência francesa de luta contra o dopagem (AFLD).
A agência francesa de luta contra o dopagem é submetida a partir de agora ao capítulo 2 do título III do livro II do código do desporto.
O seu órgão principal é o colégio composto de nove personalidades, às quais pode se juntar um veterinário para as questões que tocam a dopagem animal.
A suas missões são as seguintes :
- Controles antidopagens

A Agência dispõe da concorrência exaustiva da definição da estratégia dos controles e da sua colocação em operação, quanto às competições e os treinamentos que se desenvolvem não França fora das regras das federações internacionais. Pode organizar controles durante competições internacionais em coordenação com a Agência Mundial Antidoping (AMA) ou com a federação internacional competente. A Agência é igualmente competente para os controles antidopagens animais realizados durante competições equestres, caninas.
A responsabilidade dos controles cabe ao diretor do departamento dos controles, nomeado pelo colégio da Agência. Conforme à lei, este pode continuar a se pulsar os serviços desconcentrados do ministério a cargo dos desportos e na sua cobertura de sub valores aceitados para a aposta em obra concreta dos controles.
- Análise

A LNDD que resulta um serviço da Agência tomando o nome de Departamento das análises, o AFLD dispõe do único laboratório acreditado na França cerca da Agência Mundial Antidoping. A lei permite no entanto, se for o caso, à Agência de usar dos laboratórios terceiros, como é de outro lado o caso em matéria de análise na deduções realizadas em cavalos durante competições equestres. O departamento das análises da AFLD, como a LNDD, tem realizado em 2005 mais de 9 000 análises, cujos 8 500 para a França. As análises estão realizadas baixo a responsabilidade científica e técnica do diretor das análises, nomeado pelo colégio da Agência.
- Poder disciplinar e AUT

No alongamento direto da ação do CPLD, a Agência contínua a exercer um poder disciplinar, que consiste em pronunciar das sanções administrativas de suspensão, em quatro casos :
• Está apanhada de escritório quando os órgãos disciplinar da federação nacional competente não se pronunciaram nos atrasos previstos pela lei (dez semanas em primeiro lugar, quatro mês em chamada) ;
• Pode apanhar-se para reformar uma decisão tomada pela federação francesa competente ;
• Pode estender uma sanção tomada por uma federação às atividades do desportista sancionado que levanta as outras federações, de sua própria iniciativa ou a instâncias da federação que tem pronunciado a sanção ;
• É diretamente competente quando o desportista controlado positivamente não é despedido na França, salvo quando o controle tem tido lugar durante uma competição internacional para a qual unicamente a federação internacional correspondente é disciplinarmente competente.
À moda do CPLD, a Agência assegura o rastreamento do conjunto dos procedimentos disciplinar postas em obra pelas federações nacionais.
Com o acordo das federações internacionais, esforçar-se-á de fazer assim mesmo que se trata procedimentos em adversidade a estas devido ao carácter internacional das provas implicadas, quando as deduções terão sido realizadas na França pela Agência.
Por outra parte, em corolário do seu papel disciplinar, a Agência está carregada pela lei de livrar ao plano nacional as autorizações de uso a finais terapêuticos de produtos proibidos, baixo as suas duas formas ditas regular ou abreviada.
- Prevenção

Aos lados dos demais atores da prevenção da dopagem (ministérios, sobretudo ministério a cargo dos desportos, ao qual a lei nova confia a coordenação das ações de prevenção ; movimento desportista ; coletividades territoriais ; antenas médicas de prevenção da dopagem ; profissões de saúde…), a Agência intervém ao plano da reflexão geral, pela via de recomendações às federações, pela resposta às questões que estas ele propõem, ou ainda pela reunião de comissões especializadas compostas de representantes de administrações, do movimento desportista ou das profissões de saúde.
Realiza igualmente operações que ele são próprio : a título de exemplo, a Agência, à moda do CPLD, continuará empreendendo ações de sensibilização aos controles antidopagens durante duração das temporadas desportivas de massa do tipo Maratona de Paris, etapa da Vuelta... Poderá, por outra parte, empreender ações pedagógicas, à moda da operação « Você e a dopagem », criadas pela CPLD sob a forma de conferências de sensibilização à problemática da dopagem nas secões desportivas dos colégios e liceus, entre 2002 e 2005, com o apoio financeiro da fundação de empresa da Française des jeux e da União Europeia.
- Investigação

A AFLD dispõe de um comité de orientação científica, composto de novos cientistas franceses e estrangeiros de elevado nível, designados pelo presidente da Agência, bem como de três representantes das administrações implicadas e de um representante da Agência mundial antidopagem. O departamento das análises assegura aos mesmos das ações de investigação em seu seio, que estarão submetidas a este comité. Este poderá igualmente examinar projetos propostos por outros laboratórios na propriedade específica da dopagem, de os validar e eventualmente os promover cerca de grandes laboratórios de investigação ou de organismos nacionais ou internacionais suscetíveis de contribuir ao seu financiamento (sobretudo a Agência Mundial Antidoping ou a Comissão europeia). Esta dimensão da ação da Agência é naturalmente essencial para que pôr de manifesto produtos e procedidos dopantes hoje não pesquisados porque conhecidos dos singulares « dopados », para melhorar as técnicas de deteção das substâncias proibidas ou ainda para analisar os efeitos dos produtos dopantes na saúde e na a pré-temporada ou as questões sociológicas relativas à luta contra a dopagem.
- Ação internacional ou como instância consultiva

Carregada de responder às questões das federações desportivas que levantam de sua concorrência, a Agência pode os dirigir igualmente nas recomendações. Está consultada sobretudo em projeto de lei ou de regulamento relativo à luta contra o dopagem e contribui para a sua valoração ao Estado, em particular durante a elaboração da lista dos produtos proibidos. Finalmente, está associada às atividades internacionais na propriedade da luta contra a dopagem, sobretudo em loco com a Agência mundial antidopagem.